# Ачинск (аэропорт)
Ачинск — аэропорт города Ачинска, Красноярский край.
Аэродром Ачинск третьего класса, способен принимать самолёты Ан-12, Ан-24 и все более лёгкие, а также вертолёты всех типов.
Основное предназначение аэродрома в настоящее время (2010 год) — различные авиационные работы:
- авиационно-химические на самолетах Ан-2 с использованием специального навигационного оборудования;
- лесоавиационные и лесопатрульные;
- поисково-спасательные и аварийно-спасательные.

В настоящее время аэропорт не работает

## Ближайшие аэропорты в других городах
- Красноярск (Емельяново) (118 км)
- Северо-Енисейск (262 км)
- Енисейск (262 км)
- Абакан (286 км)
- Кемерово (300 км)